# Musée national Jean-Jacques-Henner
 (juillet 2025).
 (octobre 2017).
Si vous disposez d'ouvrages ou d'articles de référence ou si vous connaissez des sites web de qualité traitant du thème abordé ici, merci de compléter l'article en donnant les références utiles à sa vérifiabilité et en les liant à la section « Notes et références ».
Le musée national Jean-Jacques-Henner est un musée consacré à l'œuvre du peintre français Jean-Jacques Henner (1829-1905). Il a ouvert au public en 1924, grâce à la donation faite à l’État, l’année précédente, par Marie Henner, veuve du neveu de l’artiste. Faisant partie des musées nationaux français, il est situé dans un ancien hôtel particulier du XIXe siècle, dans le quartier de la Plaine-de-Monceaux du 17e arrondissement de Paris.

## Historique
- 1876-1878 : l'architecte Nicolas Félix Escalier (1843-1920) construit pour le peintre Roger Jourdain (1845-1918) un hôtel particulier, comportant alors deux étages.
- 1878 : le peintre Guillaume Dubufe (1853-1909) rachète le bâtiment à Jourdain.
- 1878-1879 : Henner vient dîner à trois reprises chez Dubufe.
- 1888 : Dubufe achète les moucharabiehs provenant de la collection Goupil et en fait l’ornement de l’atelier du 1er étage.
- 1906 : ouverture d'une salle Henner au Petit Palais à Paris, avec une trentaine d’œuvres offertes pour la plupart par Jules Henner, neveu de l’artiste.
- 1907 : première rétrospective de l’œuvre de Henner à Paris, au Cercle Volney.
- 1921 : Marie Henner, veuve de Jules, achète aux héritiers de Guillaume Dubufe un hôtel particulier situé 43, avenue de Villiers.
- 19 juin 1923 : elle donne à l’État le bâtiment qui a été réaménagé pour en faire un musée, quatre cent quarante peintures, ainsi que des meubles et objets ayant appartenu au peintre. Le musée recevra par la suite de nombreuses donations et legs.
- 1924 : le musée ouvre ses portes au public.
- 1925 : publication des Entretiens de J.-J. Henner. Notes prises par Émile Durand-Gréville après ses conversations avec J.-J. Henner (1878-1888).
- 27 août 1926 : acceptation de la donation par l'État. L'établissement prend son nom actuel de musée national Jean-Jacques-Henner. Many Benner (1873–1965), élève de Henner, en est le premier conservateur.
- 1935 : l’hôtel particulier est surélevé de deux étages sous la direction de l'architecte André Arfvidson.
- 1989 : exposition J.-J. Henner, la Jeunesse d’un peintre, de 1847 à 1864, du Sundgau à la Villa Médicis au musée des beaux-arts de Mulhouse.
- 1990 : première édition du Catalogue des peintures du musée (réédité en 2003).
- 2001-2002 : première campagne de travaux.
- 23 mai 2005 : nouveaux statuts du musée.
- 2007 : exposition Face à l'impressionnisme, Jean-Jacques Henner, le dernier des romantiques au musée de la vie romantique à Paris.
- 2008 : édition du Catalogue raisonné des peintures de Henner par Isabelle de Lannoy.
- 2008-2009 : travaux de rénovation sous la direction de l’architecte Jean-François Bodin.
- 7 novembre 2009 : réouverture du musée.
- 17 septembre 2013 : fermeture du musée pour d'importants travaux dont l’objectif est notamment de réhabiliter un très beau jardin d'hiver.
- 21 mai 2016 : réouverture du musée.

## Les collections

### Un parcours pédagogique et sensible
Déployé sur trois étages, l'accrochage dense de près de trois cents œuvres, meubles et objets, développe, dans le goût du XIXe siècle, deux grands thèmes : la carrière d'un artiste officiel et l'atelier du peintre.
Espace d'introduction, l'ancienne salle à manger propose des outils d'accompagnement pédagogique permettant de découvrir à la fois le contexte historique du quartier de la Plaine-de-Monceaux et la vie du peintre Jean-Jacques Henner.

#### Rez-de-chaussée
Le salon aux colonnes présente un accrochage complémentaire de celui des étages avec notamment quelques grands formats, des portraits et la collection de peintures de Jean-Jacques Henner. Le jardin d'hiver endosse la vocation pluridisciplinaire d'un espace modulable permettant des expositions temporaires, concerts ou spectacles.

#### Premier étage

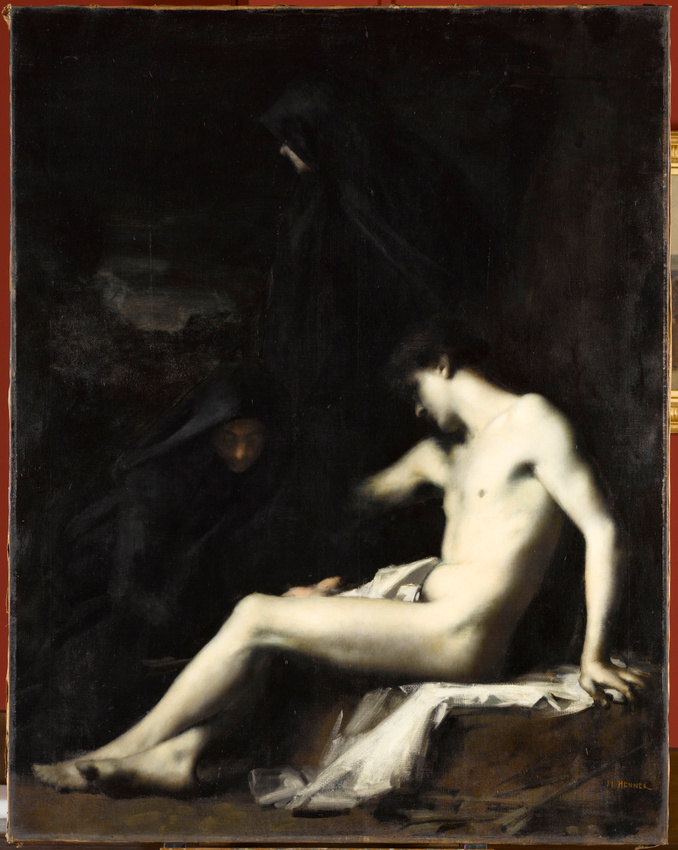
Saint Sébastien, 1888.

Au premier étage, deux petites salles rouges présentent les débuts de la carrière de l'artiste en Alsace, ses années de formation, son prix de Rome et son séjour en Italie.
Autour du portrait de sa nièce : Eugénie Henner en Alsacienne tenant un panier de pommes, la première salle illustre les liens entre l'artiste et sa région natale par des portraits, des scènes de la vie quotidienne et des paysages alsaciens qui sont réunis dans un accrochage serré. La deuxième met en valeur le prix de Rome, Adam et Ève trouvant le corps d'Abel, déposé par l'École nationale supérieure des Beaux-Arts, ainsi que le grand paysage du Pincio Rome, terrasse de la villa Médicis. Un portrait de jeune fille, un ensemble cohérent d'esquisses préparant les envois de Rome, petites copies, ainsi que les paysages italiens dont le musée possède un grand nombre de pièces de petit format, sont également présentés.
L'atelier rouge, autour de son tableau le plus célèbre, L'Alsace, elle attend, est consacré à la présentation de la carrière officielle de Henner avec notamment des œuvres présentées au Salon (Joseph Tournois, Portrait de Mme *** dit « La Femme au parapluie », Le Sommeil, Mme Séraphin Henner, Saint Sébastien, etc.), des esquisses et répliques permettant d'évoquer ses tableaux majeurs (Églogue, La Fontaine, La Source, etc.). Cette salle rappelle également la vie sociale de l’artiste au travers de son activité de portraitiste.

#### Deuxième étage
Au deuxième étage, une petite salle située derrière les moucharabiehs propose des expositions-dossier, principalement d’arts graphiques.
Au troisième étage, l'atelier gris est consacré au thème de l’atelier. Sans chercher à reconstituer l'atelier du 11 place Pigalle tel qu'il apparaît sur les photographies d'époque, le musée aborde ici le travail de création du peintre au travers d'esquisses, d'œuvres inachevées (Hérodiade, Rébecca, L'Enfant prodigue, La Vérité, etc.). L'œuvre la plus monumentale du musée, Les Naïades, s'accompagne de meubles et objets provenant de l'atelier de Henner (bureau, meuble à peinture, palette, psyché, encrier, etc.).

### Détails sur la collection

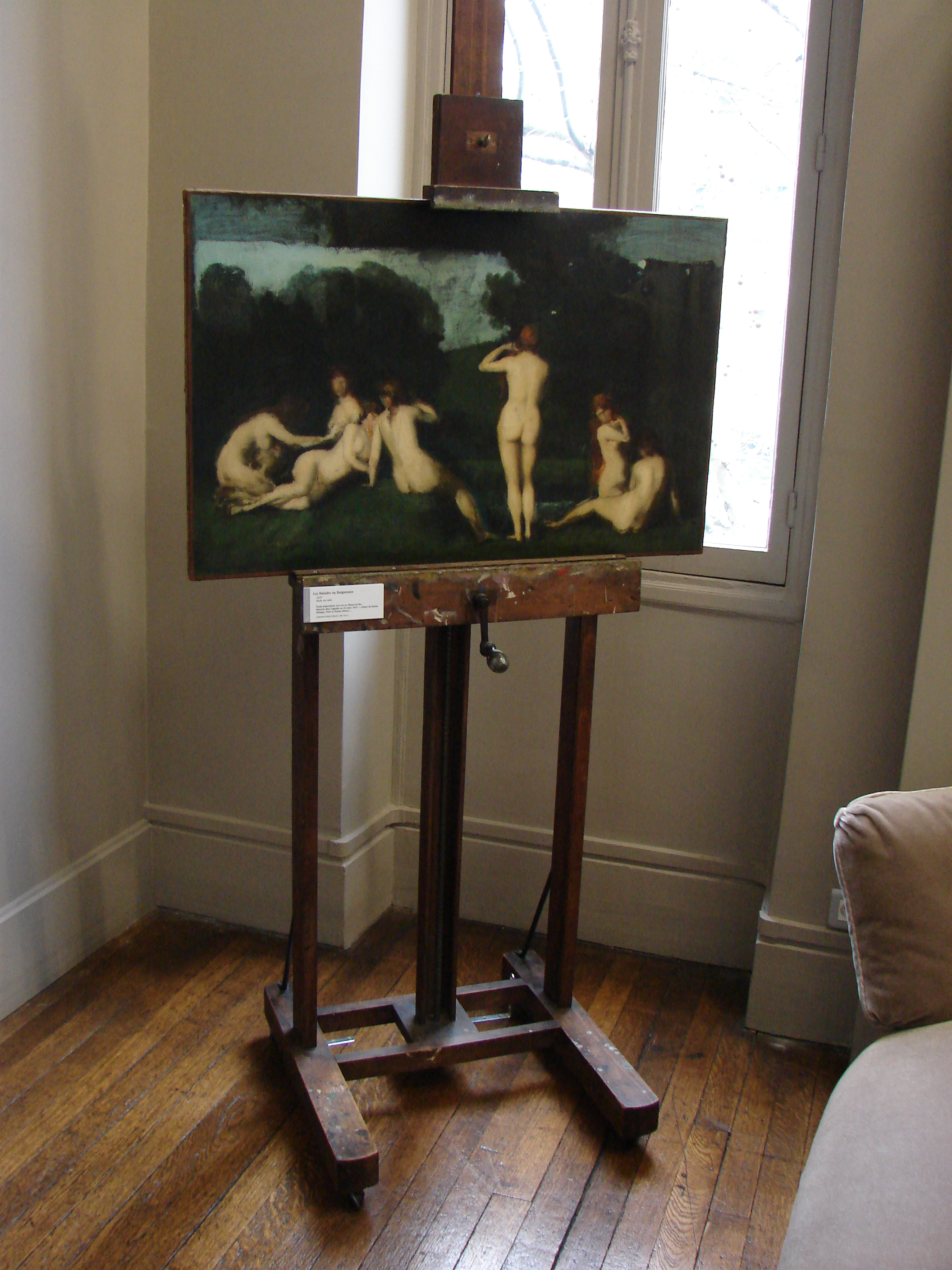
Chevalet de Jean-Jacques Henner.

Au fil du temps, la collection initiale s’enrichit. Outre des donations ou legs privés, les musées du Louvre et d'Orsay font quelques dépôts importants comme Saint Sébastien et Solitude. En 1998, le musée Henner achète sa première œuvre, le Portrait de la Comtesse de Callac.
Le musée présente également des peintures et sculptures venant de la collection de l'artiste (Paul Dubois, Adolphe Monticelli, Félix Trutat, Antoine Vollon, François Joseph Heim, Jean et Many Benner, etc.) ainsi que des meubles et objets lui ayant appartenu. Les collections d'art graphique, représentant environ mille trois cents dessins ainsi que des gravures et photographies, sont exposées par rotation à l'occasion d'expositions temporaires.

## L'hôtel particulier

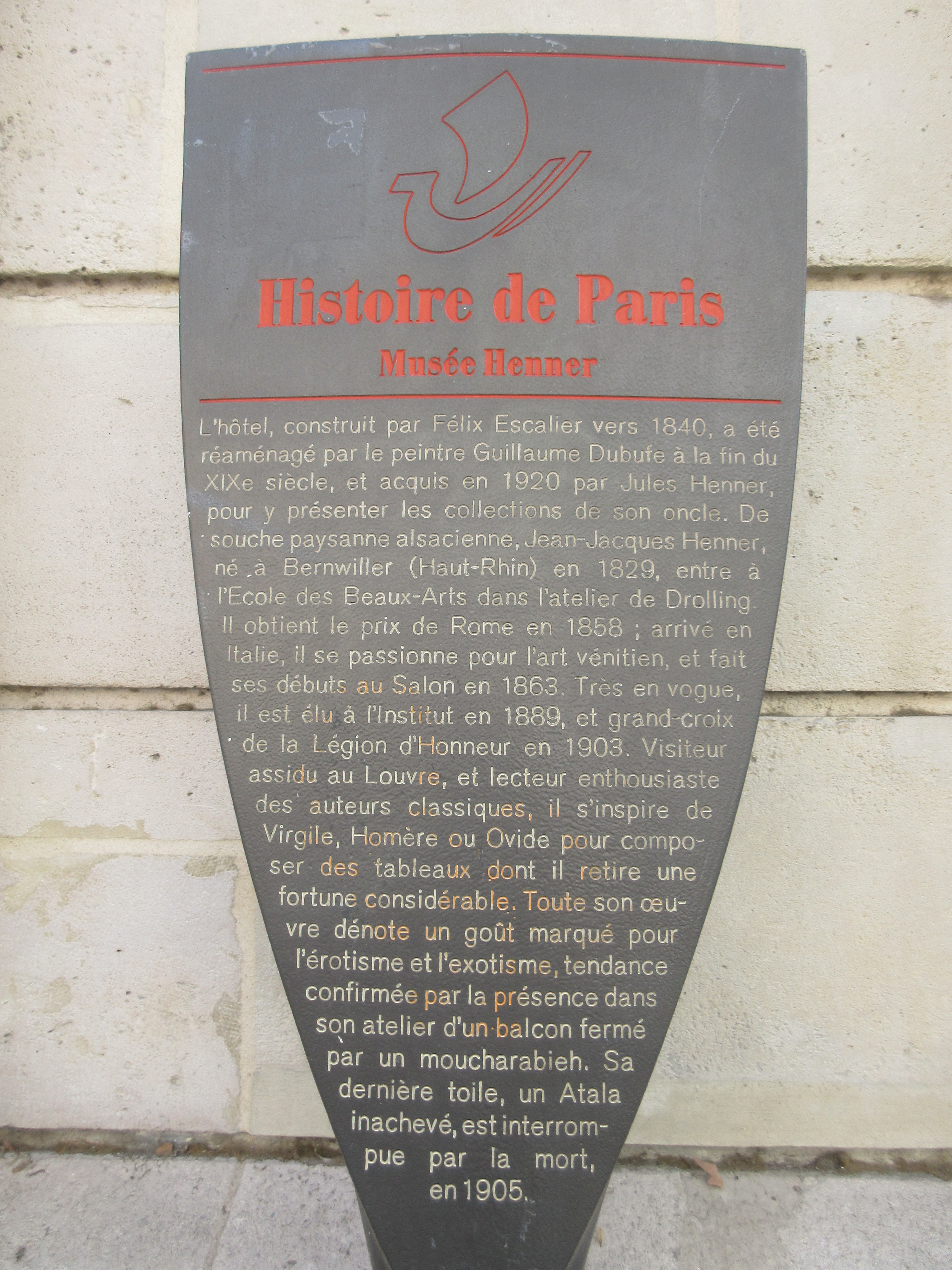
Panneau Histoire de Paris « Musée Henner ».

Seul musée du 17e arrondissement de Paris, situé à proximité et au nord du parc Monceau, il est un des rares témoignages accessibles au public de l’architecture privée sous la IIIe République. Installé dans un hôtel particulier, construit en 1876-1878 par l'architecte Nicolas-Félix Escalier, qui était la demeure et l'atelier du peintre Guillaume Dubufe (1853-1909), il a sans doute inspiré Émile Zola pour son célèbre roman Nana. Une partie du décor éclectique de Dubufe est aujourd’hui conservée comme les moucharabiehs égyptiens qui donnaient une atmosphère orientale au grand atelier rouge du premier étage. En 1921, Marie Henner, veuve du neveu de l'artiste, achète l'hôtel aux héritiers de Dubufe avec l'intention d'y présenter la collection des œuvres de Jean-Jacques Henner qu'elle s'apprête à céder à l’État.
En 2008-2009, a été réalisée une importante campagne de rénovation dans le double objectif de moderniser les conditions d'accueil du public, notamment en rendant le parcours de visite accessible aux personnes à mobilité réduite, et de rendre à l’hôtel particulier un aspect aussi proche possible de celui qu’il avait à l’époque de Guillaume Dubufe. L’ascenseur, construit dans les années 1930, a été déplacé et les murs qui avaient été peints en blanc, dans les années 1960-1970, ont retrouvé leur polychromie d’origine. Après cette importante campagne de rénovation, le musée ouvre à nouveau ses portes au public le 7 novembre 2009.
À partir de 2014, le musée s'engage, avec les soutiens renouvelés du ministère de la Culture et de la Communication, dans une deuxième tranche de travaux. Ce projet, réalisé sous la maîtrise d'ouvrage déléguée de l'OPPIC a été confié à l'architecte Sylvie Jodar.
Le nouvel accrochage, qui se déploie sur quatre niveaux du bâtiment, montre plusieurs aspects de l’art de Jean-Jacques Henner, présentant à la fois l’artiste à succès et les secrets de son atelier. Lors de cette dernière campagne de travaux fut justement découverte la très belle mosaïque du jardin d’hiver qui avait été recouverte d’une dalle béton en 1922 par Marie Henner. Le projet est donc né de mettre en valeur ces espaces du rez-de-chaussée : le jardin d’hiver et le salon des colonnes – espace complètement restructuré avec une nouvelle verrière pour y accueillir un espace d’exposition polyvalent.
Il restait également à traiter les espaces abritant provisoirement les bureaux du 2e étage, ainsi que les 4e, 5e et 6e étages correspondant à la surélévation de 1935 (pour y créer des espaces de réserves).

## Statut
En 2005, le musée national Jean-Jacques Henner prend le statut d'établissement public national à caractère administratif placé sous la tutelle du ministre chargé de la culture.
En 2017, un nouvel établissement est créé, réunissant les musées nationaux Jean-Jacques-Henner et Gustave-Moreau.

## Fréquentation
| Année | Entrées gratuites | Entrées payantes | Total  |
| ----- | ----------------- | ---------------- | ------ |
| 2001  | 2 424             | 2 013            | 4 437  |
| 2002  | 1 475             | 803              | 2 278  |
| 2003  | 2 658             | 0                | 2 658  |
| 2004  | 2 583             | 0                | 2 583  |
| 2005  | 1 543             | 0                | 1 543  |
| 2009  | 2 281             | 3 322            | 5 603  |
| 2010  | 4 699             | 8 729            | 13 428 |
| 2011  | 2 846             | 4 778            | 7 624  |
| 2012  | 4 979             | 6 107            | 11 086 |
| 2013  | 4 521             | 5 375            | 9 896  |
| 2016  | 7 370             | 9 140            | 16 510 |
| 2017  | 6 625             | 9 730            | 16 355 |

Le musée a été fermé de 2005 à 2009 et de 2013 à 2016.

## Expositions temporaires
- Du 7 novembre 2009 au 8 février 2010 : Autour de La Tauromachie de Goya
- Du 2 juin au 6 septembre 2010 : Regard sur… Henner dessinateur
- Du 1er février au 2 juillet 2012 : De l'impression au rêve. Paysages de Henner
- Du 16 novembre 2012 au 16 septembre 2013  : Sensualité et spiritualité. À la recherche de l'absolu